# Besztercei evangélikus templom
A Beszterce fő terén álló Szent Miklós evangélikus templom műemlékké nyilvánított épület Romániában, Beszterce-Naszód megyében. A romániai műemlékek jegyzékében a BN-II-m-A-01450 sorszámon szerepel.

## Története
A beszterceni plébánia első említése 1319-ből származik, de a régészeti kutatások szerint a mai helyen már korábban is állt egy kisebb templom. Maga a Szent Miklós-templom legkorábban Petrus Kretczmer 1432-es végrendeletében maradt fenn, amelyben a templom nyugati kapuja feletti, a harangtornyok között álló oltár számára tett adományt. A tornyokban levő harangokat 1430-ban öntötték.
1484 után a városfal építésével összefüggésben a cinteremfal oldalában új tornyot építettek; az építkezés során azonban a korábbi tornyokat le kellett bontani. A torony második szintje 1487-ben, a harmadik 1509-ben, a negyedik 1513-ban, az ötödik 1519-ben készült el,  sisakját 1544-ben tették fel. A torony építésével egyidejűleg átalakították a templom nyugati homlokzatát, és kelet felé meghosszabbították a templomot; valószínűleg ekkor épült a hálóboltozatos szentély is. Az 1530-as évek elején lebontották a templomtól délre álló romos Szent Mihály-kápolnát, amiért Statileo János gyulafehérvári püspök kiátkozta a város lakóit. 1543-ban az evangélikus hitre áttért gyülekezet a főoltárt kivéve minden szentképet eltávolíttatott a templomból.
Az 1563-ban befejeződött munkálatok utolsó szakaszában az építkezés vezetője a városi tanács megbízásából a lembergi Petrus Italus de Lugano lett. Az ő időszakában jelentek meg a templom reneszánsz faragványai, a nyugati homlokzat reneszánsz kapuzata, és ekkor véglegesítették a sekrestyét. Feltehetőleg az itáliai mester tervezte a torony körerkélyét is.
A berendezés nagyobb részben közvetlenül az építkezés befejezése után készült, de találhatók benne 17–18–19. századi padok is. 1568-ban lebontották a régi orgonát, és helyette a lembergi Jacobus Laetus épített újat, amelyet 1795-ben cserélték le a brassói Johannes Prause ma is használt orgonájával. Az oltár a 17. a szószék 19. századból származik.
1857-ben torony sisakját tűz pusztította el. A templomot a 19–20. század fordulóján javították ki, 1926-ban a belsejét újították fel Hermann Phleps tervei alapján. Az 1992-ben kezdődő, elhúzódó restaurálás során 2008. június 11-én kigyulladt az állványzat, majd a tűz átterjedt a toronyra és a hajó tetőzetének nyugati részére. A toronysisakok és a harangok elpusztultak, és részben károsodott a tetőszerkezet is. 2009-ben a templom új harangokat kapott, 2011-ben új óraszerekezet, és 2012-ben átadták a toronyba vivő liftet is. A torony újraszentelése a restaurálás végeztével 2012. december 8-án történt.